# Bill de Blasio
Warren Wilhelm de Blasio Jr. (Manhattan, Nueva York; 8 de mayo de 1961), conocido simplemente como Bill de Blasio, es un político estadounidense que ejerció como alcalde de la ciudad de Nueva York entre 2014 y 2022. Desde 2010 hasta 2013 ocupó el cargo de Defensor Público de la ciudad de Nueva York.
El 5 de noviembre de 2013, ganó las elecciones para alcalde, con casi el 73  % de los votos del Partido Demócrata, sustituyendo al también demócrata Michael Bloomberg.

## Infancia y educación
Es hijo de Maria y Warren Wilhelm. Bautizado como Warren Wilhelm Junior, nació en Manhattan y se crio en Cambridge (Massachusetts). Tiene dos hermanos mayores: Steven y Donald. Habla italiano y fue bautizado como católico, pero no es practicante. Su padre era de origen alemán y sus abuelos maternos, Giovanni y Ana, inmigrantes italianos de Sant'Agata de' Goti, provincia de Benevento. Su madre se graduó del Smith College en 1938 y tenía 44 años cuando él nació. Su abuelo, Donald Wilhelm, es autor graduado de la Universidad de Harvard.
Sobre su padre, De Blasio ha declarado que se fue de casa cuando tenía siete años y que, poco después, sus padres se divorciaron. En 2012 habló de su infancia en una entrevista:
“[Mi papá] era oficial del ejército en la Guerra del Pacífico [y luchó] en muchas batallas muy difíciles, horribles, incluida la de Okinawa… La verdad, yo creo, por lo que se sabe de los veteranos que regresaron, que sufrió mucho física y mentalmente… Era alcohólico, y como mis padres se separaron muy rápido después de que él volviera a casa, me crié con la familia de mi madre”. En septiembre de 2013, contó que su padre se suicidó en 1979, debido a que sufría un cáncer de pulmón incurable.
En 1983, se cambió el nombre a Warren de Blasio-Wilhelm, decisión que explicó en abril de 2012: 
“Comencé poniendo el nombre en mi diploma, y luego lo escribí con guion legalmente cuando terminé en la Universidad de Nueva York. Luego, pasé a hacerlo cada vez más, hasta que se convirtió en la identidad correcta”. 
Cuando apareció en la etapa pública en 1990, usaba el nombre Bill de Blasio, ya que en su vida personal lo llamaban "Bill" o “Billy". No se cambió legalmente de nombre hasta 2002, cuando la discrepancia se notó durante una campaña.
De Blasio tiene un Master en Asuntos Internacionales por la Escuela Pública de Asuntos Internacionales de la Universidad de Columbia, uno de los programas de estudio más prestigiosos, donde recibió la calificación B.A. por parte de la Universidad de Nueva York. En 1981 recibió una beca en Harry S. Truman.

## Temprana carrera política
Su primer trabajo después de la universidad fue en el Programa Urban Fellow para el departamento de Justicia de menores de la ciudad de Nueva York en 1984.
En 1987, poco después de completar la carrera en la Universidad de Columbia, se ofreció voluntario para trabajar como organizador político en el Quixote Center de Maryland. En 1988, viajó con el Quixote Center a Nicaragua durante 10 días para ayudar a distribuir comida y medicina durante la Revolución Sandinista. De Blasio era un férreo defensor del gobierno sandinista, al que la administración Reagan se oponía.
Después de volver de Nicaragua, de Blasio se trasladó a la ciudad de Nueva York, donde trabajó para una organización sin ánimo de lucro que se encargaba de proporcionar asistencia médica en Centroamérica. 
De Blasio siguió apoyando a los sandinistas en su tiempo libre. De hecho, en Nueva York hasta se afilió a un grupo llamado Red de Gran Solidaridad de Nicaragua que mantuvo reuniones y organizaba recogidas de fondos para el partido político sandinista. 
Bill de Blasio entró en la vida política de Nueva York en 1989, de la mano de David Dinkins, en la campaña para alcalde, para la cual era un coordinador voluntario. Después de la campaña, de Blasio fue ayudante en el Ayuntamiento de Nueva York.
Uno de los miembros de la Cámara de Representantes de los Estados Unidos, Charles B. Rangel, seleccionó a de Blasio como gestor de la exitosa campaña de reelección del año 1994. En 1997, le nombraron Director Regional del Departamento de Vivienda y Desarrollo Urbano de los Estados Unidos (HUD) en Nueva York y Nueva Jersey, bajo la administración del presidente Bill Clinton. Como el funcionario con más rango en los tres estados de la HUD, de Blasio dirigió a un pequeño personal ejecutivo y tomó parte para elevar los estándares a los residentes de viviendas de calidad inferior. En 1999, fue elegido miembro del Consejo de la escuela pública para el distrito 15 en Brooklyn. Y en el año 2000 dirigió la acertada campaña para elegir como miembro del Senado de los Estados Unidos a Hillary Rodham Clinton.

## Consejo municipal de Nueva York (2001-2009)

### Elecciones
En 2001, de Blasio decidió dirigir el distrito 39 del Consejo municipal de Nueva York, que incluye de Brooklyn, el parque Borough, Carroll Gardens (Brooklyn), la colina Cobble, Kensington, el parque Slope y Windsor Terrace (Brooklyn). Ganó las elecciones primarias con el 32 % del voto. En las elecciones generales, derrotó al republicano Robert A. Bell con el 71 %, frente al 17 % de su opositor. En 2003, ganó la reelección a un segundo mandato con el 72 % de los votos. Y en el año 2005, ganó la reelección a un tercer mandato con el 83 % de los votos.

### Mandato
En el ayuntamiento, aprobó la legislación para prevenir la discriminación del propietario contra arrendatarios que vivan con SIDA, con subvenciones federales al alojamiento y ayudas al alquilar bajo la Ley de Servicios Sociales, mejorando el servicio de alojamiento para los neoyorquinos de bajos ingresos que viven con SIDA. Como jefe del Comité General de Bienestar del Ayuntamiento, ayudó a aprobar la Ley de protección contra la discriminación por género para proteger a los neoyorquinos transgénero e instauró la Ley de reconocimiento de la sociedad doméstica para asegurar que en la ciudad de Nueva York las parejas homosexuales pudieran gozar de las mismas ventajas legales que las heterosexuales en la ciudad de Nueva York.

### Asignaciones del comité
- Educación;[27]
- Protección del Medio Ambiente;[28]
- Finanzas;[29]
- Bienestar;[30]
- Tecnología en el Gobierno.[31]

## Defensor del Pueblo de la ciudad de Nueva York (2010–2013)

### Elecciones

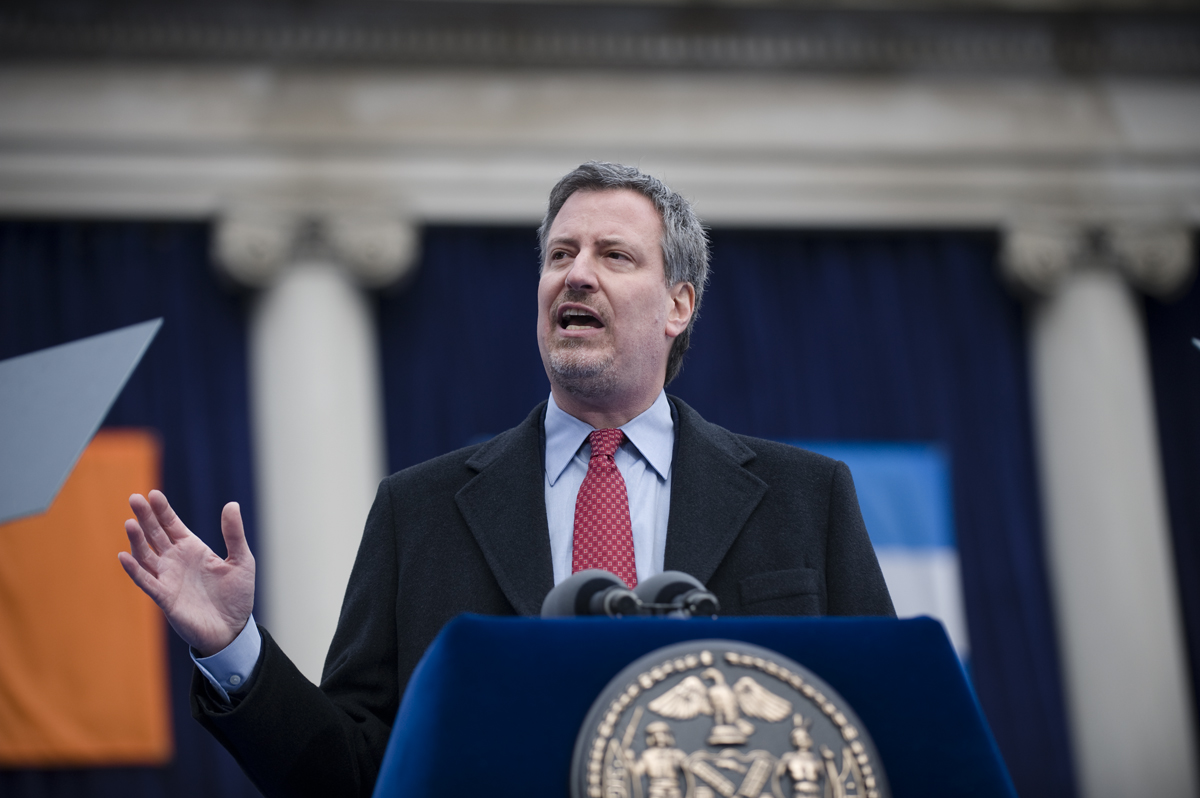
De Blasio hablando después de tomar posesión como Defensor del Pueblo de la Ciudad de Nueva York

En noviembre de 2008, anunció su candidatura a defensor del pueblo, entrando en un terreno lleno de candidatos que compiten por el nombramiento demócrata, incluyendo a Mark J. Green, antiguo Defensor del Pueblo. El New York Times apoyó a de Blasio en un editorial publicado durante las primarias y elogió sus esfuerzos por mejorar lo público: 
“Ayuda mucho menos a neoyorquinos ricos, con vales de comida, alojamiento y la salud de niños". 
El editorial continuó diciendo de Bill de Blasio, que era el mejor candidato al puesto "porque había demostrado que puede trabajar bien con el Alcalde Bloomberg cuando tiene sentido hacerlo, y oponerse a él elocuentemente y con vehemencia cuando está justificado”.
Su candidatura recibió el apoyo del Defensor del Pueblo, Betsy Gotbaum; el antiguo Alcalde Ed Koch; el antiguo Gobernador, Mario Cuomo; y Al Sharpton.
El 15 de septiembre de 2009, ganó las primarias con el 33 % de los votos demócratas. Ganó también la segunda vuelta de las primarias el 29 de septiembre de 2009, derrotando a Mark Green con el 62 % frente al 38 %. El 3 de noviembre de 2009, derrotó al republicano Alex Zablocki con un 78 % frente a un 18 %.
Fue nombrado tercer Defensor del Pueblo de la ciudad de Nueva York el 1 de enero de 2010. En su discurso inaugural, desafió a la administración del Alcalde Michael Bloomberg, criticando la falta de hogares para los indigentes y sus políticas de educación.

### Educación
Como Defensor del Pueblo, criticó repetidamente la política educativa del Alcalde Bloomberg. Llamó a Cathie Black, candidata de la Ciudad de Nueva York para Canciller de colegios del Alcalde Bloomberg, para participar en foros públicos y la criticó por no llevar a sus propios niños a colegios públicos. En marzo de 2010, habló en contra de una oferta de la Autoridad Metropolitana del Transporte de Nueva York de eliminar la gratuidad de MetroCards para estudiantes, sosteniendo que la medida aumentaría el precio de la asistencia escolar. Tres meses más tarde, se opuso al presupuesto presentado por el alcalde, que contenía más de 34 millones de dólares para reducir los servicios de cuidado de los niños.
En junio de 2011, elaboró un plan para mejorar el proceso de coubicación escolar, por lo que múltiples colegios pasaron a alojarse en un solo edificio. Su estudio determinó que el Departamento Educativo del alcalde a menudo ignoraba la entrada de la comunidad y echaba abajo las decisiones tomadas sobre su impacto negativo sin sopesar suficientemente las decisiones. Propuso ocho soluciones para mejorar el proceso e incorporó la opinión de la comunidad constituida en el proceso de toma de decisiones. El mismo mes, también criticó una propuesta de la administración de Bloomberg para despedir a más de 4.600 profesores para equilibrar el presupuesto de la ciudad, organizando a padres y comunidades contra las propuestas de reducción, y organizó a última hora una call-a-thon. Bloomberg restauró la financiación, buscando dinero en otra partida del presupuesto.
Durante su campaña para Alcalde, elaboró un plan para restaurar impuestos a aquellos residentes que ganan más de 500.000 dólares al año, para pagar programas universales de preescolar y ampliar programas después de los estudios secundarios. También planeaba invertir 150 millones de dólares anuales en la Universidad de la Ciudad de Nueva York para bajar el precio de la matrícula y mejorar los programas de titulación.
En septiembre de 2013, se opuso a los colegios subvencionados, alegando que su financiación debilita los recursos de clases después del colegio, como el arte y la educación física. Diseñó un plan de discontinuar la política de ofrecer el espacio sin alquileres a los 183 colegios subvencionados de la ciudad y colocar una moratoria en la ubicación de colegios subvencionados en edificios de la escuela pública. "No favoreceré los colegios subvencionados", declaró de Blasio. "Nuestro objetivo son los colegios públicos tradicionales”. En octubre de 2013, casi 20.000 manifestantes marcharon a través de Brooklyn Bridge para protestar por la oferta de Bill de Blasio de eliminar las ayudas a los colegios subvencionados.

### Vivienda
En junio de 2010, se opuso a una decisión de la Autoridad de la Vivienda de la Ciudad de Nueva York de recortar el número de vales de la Sección 8 para los neoyorquinos con bajos ingresos. La reducción se anunció después de que el NYCHA descubriese que no podía pagar los aproximadamente 2.600 vales que ya se habían publicado. La Autoridad de la Vivienda de la Ciudad de Nueva York se retractó de su decisión un mes más tarde.
Dos meses después, expuso a los peores propietarios de la "ciudad de Nueva York en una lista llamada Watchlist" para rastrear a aquellos que no reparaban las viviendas y, por tanto, arriesgaban la vida de otros. La lista dibujó la cobertura informativa extendida y destacó a cientos de propietarios a través de la ciudad. "Queremos que vean que se les observa", declaró de Blasio al Daily News. "Tenemos que sacar sus acciones a la luz pública para avergonzarlos”.

### Fondo de campaña
De Blasio se ha opuesto al Caso Ciudadanos Unidos contra Comisión de Elecciones Federales, sentencia emitida por la Corte Suprema de Estados Unidos en enero de 2010 a favor del litigante, la organización conservadora Citizens United, que derribó parte de la reforma parlamentaria de la campaña bipartidista McCain-Feingold de 2002. Alegó que "no se debería permitir a las corporaciones influenciar las elecciones" y algunos funcionarios electos lanzaron una campaña nacional para invertir los efectos del fallo judicial.

## Alcalde de la ciudad de Nueva York

### Elecciones 2013
El 27 de enero de 2013, anunció su candidatura para Alcalde de la ciudad de Nueva York en las elecciones de otoño.
A la carrera de las primarias demócratas se incluyeron nueve candidatos, entre ellos Christine Quinn, portavoz del Ayuntamiento; Anthony Weiner, antiguo Representante de la Cámara Baja de los Estados Unidos y antiguo interventor de la ciudad de Nueva York; Bill Thompson, candidato a las elecciones para alcalde de la ciudad de Nueva York en 2009. Después de que Weiner se afiliase a la carrera de las primarias en abril, las encuestas tempranas mostraron a de Blasio en el cuarto o quinto lugar.

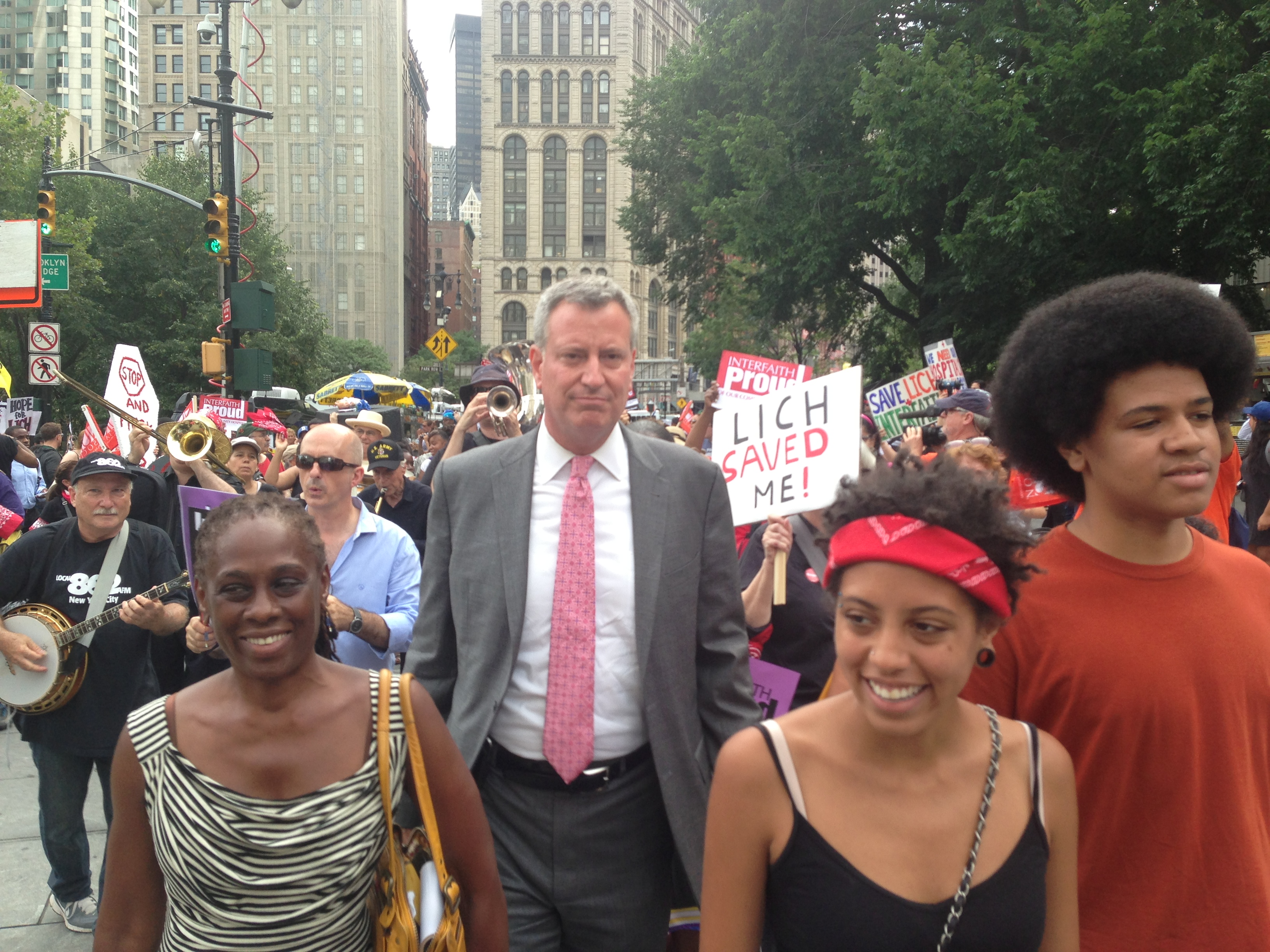
Bill de Blasio con su mujer (a la izquierda) y su hijos (a la derecha) en un mitin en la ciudad de Nueva York en 2013.

A pesar de esta pobre posición inicial, de Blasio era capaz de ganar la aprobación de los principales clubes demócrata, como Barack Obama, el Club Demócrata de Manhattan Superior, así como, el sindicato más grande de la ciudad de Nueva York, Unión Internacional de empleados del servicio en el local 1199. Los famosos como Alec Baldwin, Sarah Jessica Parker y políticos notables como el ex-Gobernador de Vermont Howard Dean y la Miembro del Congreso estadounidense Yvette Clarke, también dieron su aprobación. En agosto, Harry Belafonte y Susan Sarandon respaldaron a de Blasio.
De Blasio recibió la atención de los medios de comunicación cuando, durante su campaña, él y una docena de otros políticos, entre ellos Stephen Levin, concejal neoyorquino, se vieron arrestados al protestar contra el cierre del Hospital Universitario de Long Island. Anthony Weiner, aspirante a alcalde demócrata de la ciudad, y John Liu, interventor de la ciudad, también estaban en la protesta, pero no fueron detenidos. De Blasio y Levin fueron puestos en libertad unas horas más tarde con citaciones judiciales por alteración del orden público.
Con el tiempo, de Blasio subió en las encuestas y, a mediados de agosto, por primera vez, una encuesta le mostró tomando la iniciativa demócrata. Alcanzó el 43 por ciento en una encuesta de Quinnipiac del 3 de septiembre.
Los resultados preliminares mostraron a de Blasio como ganador en las elecciones primarias del 10 de septiembre con el 40.12 % de los votos, ligeramente más del 40 % que tenía que obtener para evitar el desempate. El 16 de septiembre, el golpe ganador se lo concedió el segundo en las encuestas Bill Thompson, citando la improbabilidad de ganar en el desempate, aun sin contar su ausencia y las votaciones de los militantes empujaran a de Blasio debajo del 40 % necesario. La retirada de Thompson allanó la victoria a de Blasio para hacerse con la candidatura demócrata contra el republicano Joseph J. Lhota en las elecciones generales. Tras las primarias demócratas, de Blasio se anunció como el candidato en la línea del Partido de Familias Trabajadoras.
En las elecciones generales, de Blasio derrotó a Lhota en una victoria aplastante, ganando con el 72.2 % frente al 24 %. La asistencia de votantes para las elecciones de 2013 puso un nuevo récord mínimo de votantes certificados sólo un 24 por ciento, que los expertos atribuyeron a la expectativa de la victoria aplastante. Durante su gobierno, el crimen en Nueva York se redujo a niveles históricamente bajos durante sus cuatro años de gobierno. Además, logró reducir el número de arrestos preventivos que tenían lugar comparado con su predecesor Michael Bloomberg. Las relaciones entre la policía y la comunidad también mejoraron.